# Abdul Sibomana
Abdoul Sibona (10 dicembre 1981) è un ex calciatore ruandese, di ruolo difensore.

## Carriera

### Club
Ha sempre giocato nel campionato ruandese.

### Nazionale
Con la Nazionale del suo paese ha preso parte alla Coppa d'Africa 2004.

## Palmarès

### Club

#### Competizioni nazionali
- Primus National Football League: 7

APR: 1999, 2000, 2001, 2003, 2005, 2006, 2007
- Coppa del Ruanda: 4

APR: 2002, 2006, 2007, 2008

#### Competizioni internazionali
- CECAFA Cup: 2

APR: 2004, 2007